# USS Lassen (DDG-82)
El USS Lassen (DDG-82) es un destructor de la clase Arleigh Burke en servicio con la Armada de los Estados Unidos. Fue puesto en gradas en 1998, botado en 1999 y asignado en 2001.

## Construcción
Fue colocada su quilla el 24 de agosto de 1998 en el Ingalls Shipbuilding, botado el 16 de octubre de 1999 y asignado el 21 de abril de 2001. Su nombre USS Lassen honra al comanadante Clyde E. Lassen, piloto de helicóptero durante la guerra de Vietnam condecorado con la Medalla de Honor.

## Historial de servicio

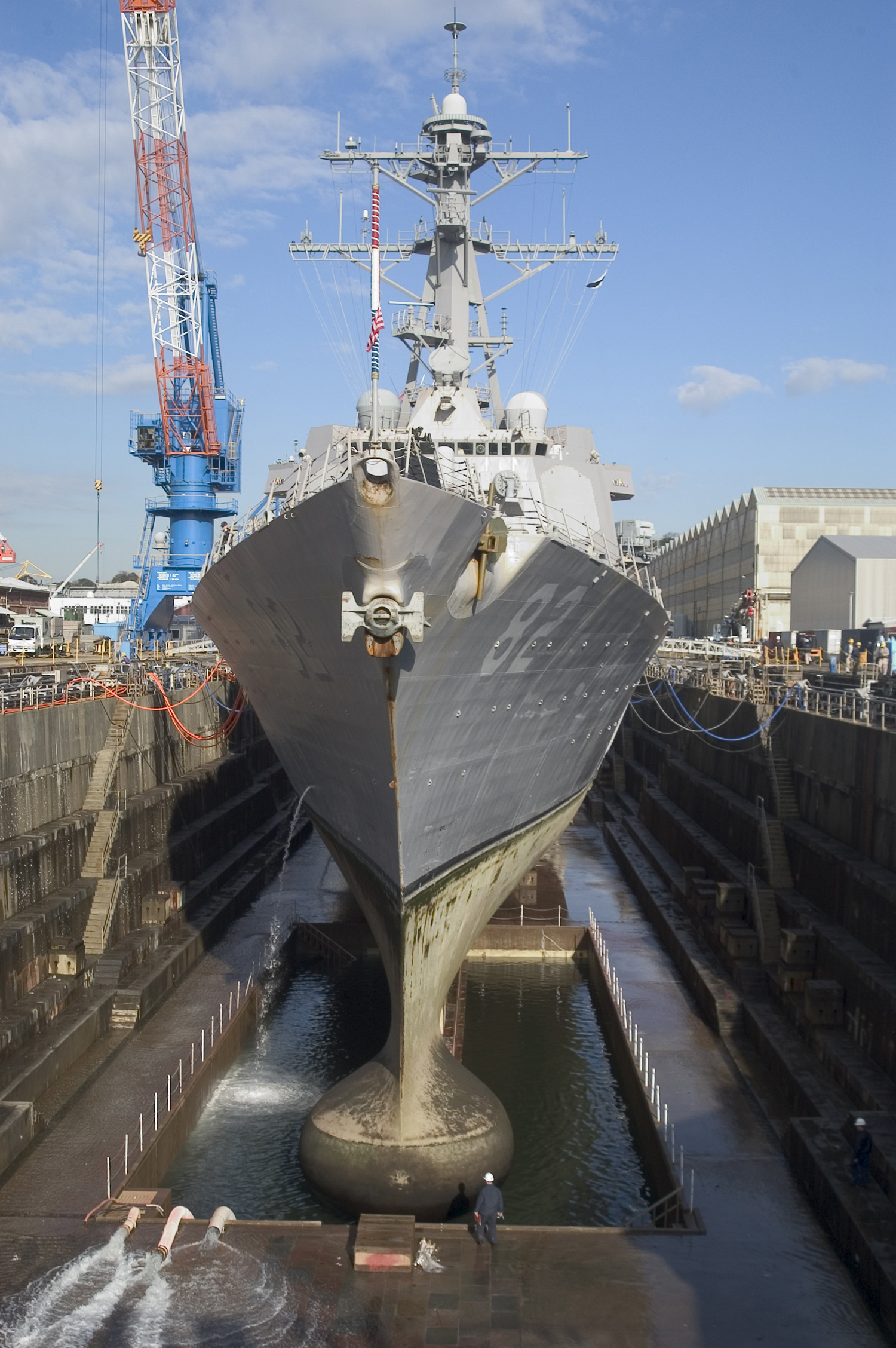
El USS Lassen (DDG-82) en dique seco, año 2007.

Tuvo su apostadero en la base naval de Yokosuka (Japón) hasta 2016; actualmente se basa en la base naval de Mayport (Florida).
En 2022 el destructor USS Lassen representó a EE. UU. junto al USS Mesa Verde en la revista naval llevada a cabo en la bahía de Guanabara (Río de Janeiro) por motivo del Bicentenario de Brasil desfilando junto a buques de Brasil y otros países.